# Utensilios para la ceremonia del té japonesa

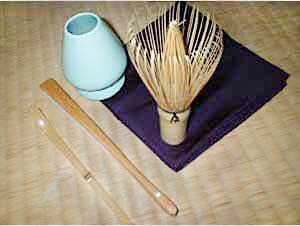
Algunos implementos para la ceremonia del té. Desde la esquina inferior izquierda: Chashaku (cuchara de té), sensu (abanico), chasen kusenaoshi (soporte para el batidor), chasen (batidor de bambú) y fukusa (pañuelo de seda)

Los utensilios para la ceremonia del té son llamados dōgu (道具; lit., "herramientas"), o más específicamente chadōgu (茶道具; "herramientas del té").
Los chadōgu pueden ser divididos en cinco categorías importantes: sōshoku dōgu  (装飾道具; "elementos decorativos"); temae dōgu (点前道具; "elementos para la elaboración y el servicio del té"); kaiseki dōgu (懐石道具; "elementos para la comida chakaiseki"); mizuya dōgu (水屋道具; "elementos utilizados en la habitación de preparación"); y machiai dōgu / roji dōgu (待合道具・露地道具; "elementos para la sala de espera" / "elementos para el jardín roji"). Una amplia gama de dōgu es necesaria incluso para la ceremonia del té más básica. Generalmente, los elementos con los que los huéspedes se preparan para atender una ceremonia del té, o chanoyu, no son considerados como chadōgu; de hecho, el término se aplica fundamentalmente a los implementos que se usan para organizar una ceremonia del té. Este artículo, aun así, incluye todas las clases de implementos y parafernalia implicada en la práctica de chanoyu.

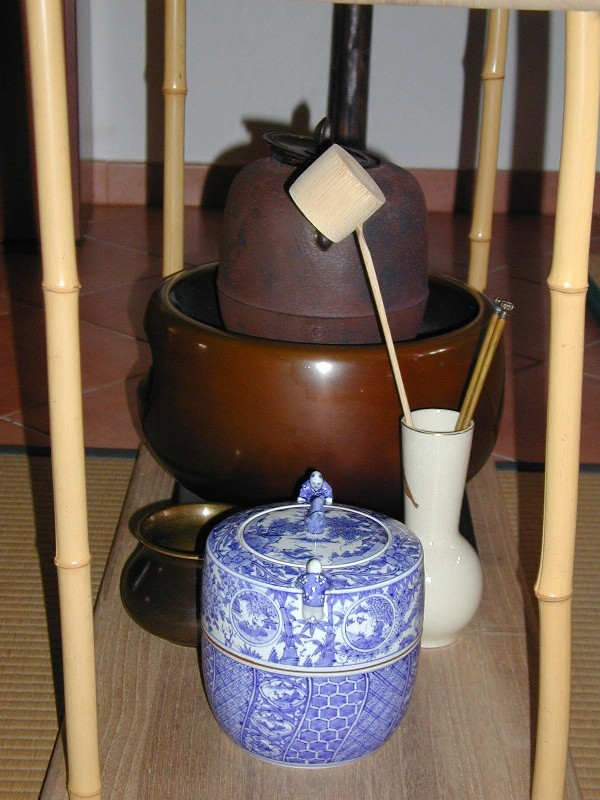
Un conjunto de implementos para la ceremonia del té. Desde detrás: olla o hervidor de hierro colocado sobre un furo, cucharón de bambú y hibashi colocados en vertical dentro de un shakutate, contenedor de agua desechada, mizusashi de porcelana azul y blanca, todo sobre el estante inferior de un tana de madera y bambú.

## Cajas
En Japón, los elementos apreciados suelen guardarse en cajas de madera hechas a medida. Los utensilios valiosos para la ceremonia del té suelen guardarse en ese tipo de cajas, y si el objeto tiene una historia larga y distinguida, será almacenado dentro de varias cajas, unas dentro de las otras: una caja interior (uchibako), una caja intermedia (nakabako), y la caja exterior (sotobako). Las cajas para almacenar utensilios para la ceremonia del té no se consideran utensilios en sí mismas, pero tienen una gran importancia en la práctica de chanoyu por las inscripciones que portan, las cuales sirven para validar la historia de los objetos que contienen y otros datos relevantes.

### Chabako
Chabako (茶箱, literalmente "caja/s de té"). Son cajas especiales, con tapa, que contienen el bol del té, el contenedor del té, la cuchara del té y otros implementos. Constituyen conjuntos de té portátiles para viaje y para elaborar té al aire libre, y están disponibles en muchos estilos. El "modelo Rikyū" es de simple madera de paulonia y se encuentra disponible en una medida grande y una pequeña. Las dimensiones interiores de la versión grande son aproximadamente 19 cm de longitud, 13 cm de ancho, y 11,5 cm de altura, y dispone de un estante interior. Originalmente no había ninguna regla para el procedimiento de elaborar té (temae) usando una caja, sin embargo, el 11.º maestro de la escuela Urasenke creó diversos procedimientos. Para estos procedimientos, la caja es llevada al sitio donde el té será preparado, a veces en una bandeja, y la ceremonia procede con cada elemento siendo extraído, y finalmente devuelto a la caja.
Las cajas de té están hechas de madera, y pueden ser lacadas y decoradas, o con la madera sin tratar. Hay conjuntos portátiles similares para elaborar té  llamados chakago (茶籠, literalmente "cesta/s de té"), en los cuales el recipiente es de cestería.

## Elementos relacionados con el carbón

### Ceniza
Hai (灰). La ceniza se usa generalmente en chanoyu en el brasero portátil (furo), el brasero de suelo (ro) el cual suele ser usado en una casa del té durante la temporada fría, y el contenedor para el fuego encendedor en el conjunto de fumar (hiire). La ceniza sirve como cama protectora para el fuego de carbón vegetal. Se dedican grandes esfuerzos a la calidad y apariencia de la ceniza, y hay diferentes tipos de ceniza en función de su uso. 
- Fujibai (藤灰), "ceniza de glicina", utilizada como "ceniza para espolvorear" (蒔灰; makibai) se usa para decorar la ceniza esculpida en el brasero.  Es una bonita ceniza blanca y suave producida al quemar vainas de glicina.
- Fukusabai (ふくさ灰), "ceniza sedosa", es una ceniza seca especialmente preparada de modo que  es de una textura muy fina y libre de impurezas. Esto es la clase principal  de ceniza utilizada en los braseros portátiles.
- Hishibai (菱灰), "ceniza de castaña de agua", producida al quemar las vainas de la castaña de agua.  Es una ceniza marronosa-rojiza usada principalmente en el contenedor para el fuego encendedor en el conjunto de fumar.
- Shimeshibai (湿灰), "ceniza húmeda", es la ceniza ligeramente húmedecida utilizada en el brasero de suelo.
- Warabai (藁灰), "ceniza de paja", consiste de palos de paja tostada. La warabai , de color negro, es pulcramente dispuesta sobre la ceniza del brasero. Esto se reserva para los últimos días de la temporada del brasero junto con el uso de un brasero metálico de aspecto desgastado (yatsureburo). Warabai también se utiliza en calentadores de mano (teaburi) y hibachi.

### Contenedor de ceniza
El Haiki (灰器) es un bol poco profundo utilizado por el anfitrión para llevar la ceniza a la casa de té para el procedimiento de colocar el carbón (sumidemae). Este contiene la "ceniza para espolvorear" (makibai) para el procedimiento en el caso de un usar un brasero portátil (furo), y la "ceniza húmeda" (shimeshibai) para el procedimiento en el caso de un brasero de suelo (ro). Los estilos para estos dos casos son diferentes.

### Cuchara de ceniza
Haisaji (灰匙). Este útil es una cuchara utilizada principalmente para darle forma a la ceniza en el brasero portátil (furo), o para espolvorear ceniza durante el procedimiento de colocación del carbón.

### Carbón vegetal
Sumi (炭). El carbón vegetal usado en chanoyu está principalmente hecho de roble persa (kunugi), carbonizado durante muchas horas en un horno para carbón vegetal. Las largas piezas de carbón se cortan al tamaño necesario, dependiendo de si serán usadas en el brasero o el brasero de suelo. Adicionalmente, una clase única de carbón vegetal, llamado eda-zumi (枝炭; lit., "carbón de rama") se usa en chanoyu por su efecto estético. Se produce chamuscando ramitas de azalea, camelia, o algunas variedades de roble, y recubriéndolas posteriormente con una sustancia calcárea hecha con conchas marinas pulverizadas.

### Recipiente del carbón
Sumitori (炭斗 O 炭取), el recipiente en el cual el huésped transporta el carbón y los instrumentos para su colocación a la casa del té para el procedimiento de colocar el carbón. Muchos sumitori están hechos de cestería.

### Cesta del carbón

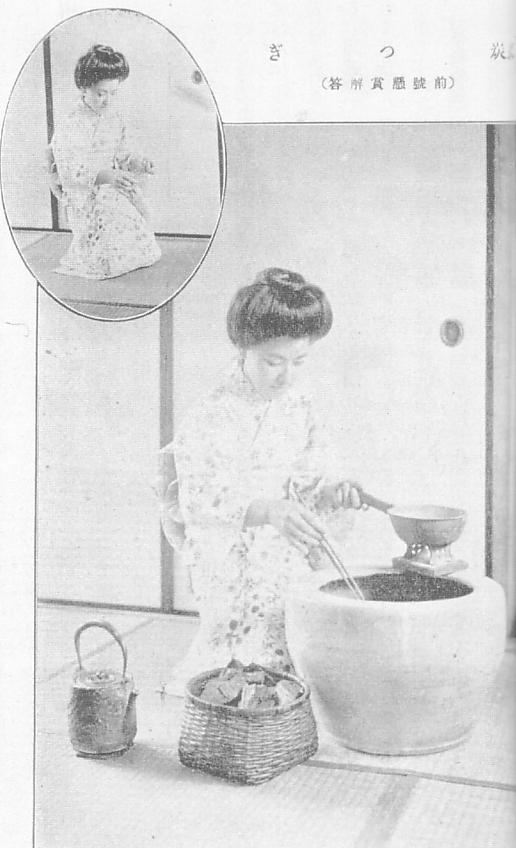
Añadiendo carbón al brasero. El carbón se extrae del hakosumitori (cesta del carbón) usando unos hibashi (palillos para el fuego)

Hakosumitori (箱炭斗), es un contenedor de carbón usado durante la preparación de la casa de té, el cual no se considera una pieza formal de los utensilios. Se lleva a la casa de té en caso de que el brasero o el brasero de suelo necesiten ser rellenados. Tiene forma de caja, dispone de una asa, y está fabricado en madera (habitualmente de morera)

### Plumeros
Habōki (羽箒). Hay varios estilos. Un tipo, compuesto de tres plumas dispuestas en capas, y llamado mitsubane (三つ羽) se usa para eliminar el polvo del brasero portátil o el brasero de suelo durante el procedimiento de la colocación del carbón. Este es parte del equipo que se lleva a la casa de té dentro del recipiente del carbón (sumitori). Otros tipos de plumeros se usan para barrer la estancia.

### Hibashi
Hibashi (火箸, literalmente "palillos de fuego"). Son unos palillos de metal usados para manipular el carbón.

### Contenedor de incienso

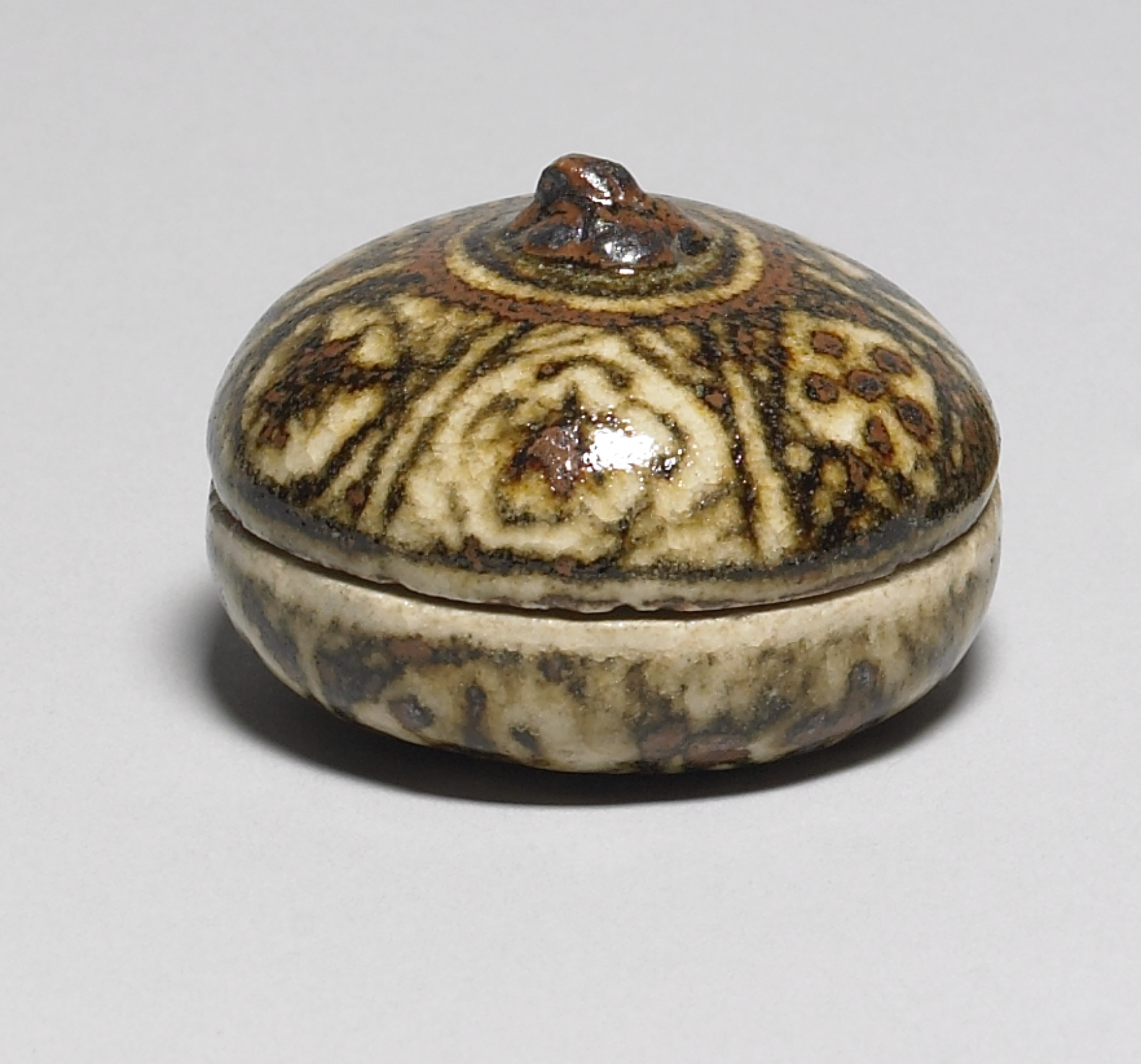
Caja de incienso kōgō, con influencias del estilo Sawankhalok tailandés, creada por Ogata Kenzan

Kōgō (香合). Un pequeño recipiente con tapa para contener el incienso que se añade al carbón durante el procedimiento de su colocación. Para el incienso amasado (nerikō) usado en el brasero de suelo (ro), el contenedor está generalmente hecho de cerámica. Para las virutas de incienso de madera (kōboku) usadas en el brasero portátil (furo), está generalmente hecho de madera lacada o madera natural. También existen contenedores de incienso hechos de conchas marinas.

## Elementos de tela

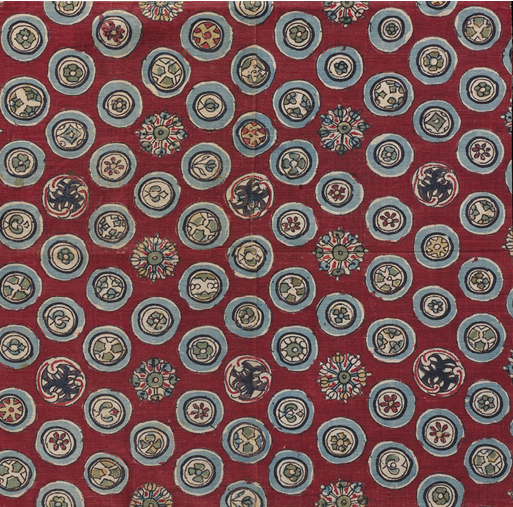
Sarasa (alfombrilla), tela india para el mercado japonés, o. 11 x 11 pulgadas / 28x28 cm

### Chakin
Chakin (茶巾). Una pieza rectangular de tela blanca, de lino o cáñamo, usada principalmente para limpir al bol del té. Hay dos tamaños habituales: grande y pequeño. Normalmente, el término chakin se utiliza en referencia a la medida pequeña, la cual es aproximadamente 30.3 x 15.2 cm. Los bordes largos son enrollados hacia lados opuestos y acabados en una costura francesa sencilla para evitar que se deshilachen.

### Dashibukusa
El dashibukusa (出し帛紗) es, como el fukusa, un pañuelo de seda de doble capa de aproximadamente 30 cm, o algo menos de 12 pulgadas cuadradas, con uno de sus costados plegado, y los otros tres cosidos con costuras invisibles. El dashibukusa se utiliza por practicantes de la ceremonia del té de la escuela Omotesenke de la misma forma que se usa el kobukusa: El anfitrión y los huéspedes llevan uno cada uno en la pechera del kimono. Este es usado en ocasiones por los huéspedes para proteger algunos implementos de té a la hora de examinarlos, y por el anfitrión a la hora de servir el té espeso.

### Fukusa
Fukusa (帛紗). El fukusa es un pañuelo de seda de doble capa, de aproximadamente 30 x 30 cm o algo menos de 12 pulgadas cuadradas, con un lado creado por el doblez de las dos capas de seda, y los otros 3 lados cosidos mediante costuras invisibles. La principan función del fukusa es purificar de manera simbólica la cuchara y el contenedor del té, y para manipular las teteras y sus tapas calientes. El anfitrión y sus ayudantes llevan el fukusa colgado del obi durante la ceremonia. Por tradición, el anfitrión de una ceremonia del té formal utilizará un fukusa nuevo, que no se haya usado con anterioridad. Los fukusa son habitualmente monocromáticos y sin estampados, pero existen variaciones en algunos casos. Existen diferentes colores para hombre (normalmente lila oscuro) y para mujer (naranja o rojo), en función de la edad o habilidad; también pueden variar según el tipo de ceremonia y según la escuela. La medida y estructura actual del fukusa fue establecida, supuestamente, por Sen Sōon, la segunda mujer de Sen Rikyū.

### Fukusabasami
El Fukusabasami es una pequeña cartera o bolso, en la mayoría de los casos con forma de sobre, que se cierra con una solapa.  Es usado para transportar los enseres personales necesarios para participar en una ceremonia del té o para su práctica, tales como el papel kaishi, un palillo para cortar y comer dulces, el kobukusa, el fukusa y un abanico.  Existen dos medidas de fukusabasami, en función del tamaño del papel kaishi: una más pequeña para mujeres y otra más grande, para hombres. Los fukusabasami para hombre son, por lo general, menos coloridos y ornamentados que los de mujer, aunque no siempre es el caso.

### Kobukusa
El Kobukusa (古帛紗) es una piza de tela de aproximadamente 15 x 15 cm o 6 pulgadas cuadradas que, a diferencia del fukusa, está habitualmente decorado con estampados o brocados, y suele ser más grueso. Su construcción es similar a la del fukusa. En la escuela Urasenke, tanto el anfitrión como los huéspedes lleva uno. Si se viste kimono se guarda en la solapa del pecho. Los huéspedes que no vistan kimono pueden llevarlo dentro de su fukusabasami. El kobukusa se usa, en ocasiones, para proteger los implementos del té mientras son examinados. Dependiendo de las circunstancias, el anfitrión puede usar uno al servir el té.

### Shifuku
Shifuku (仕覆) son las diversas bolsas para guardar los chaire y otros implementos para el té.  Tradicionalmente fabricadas en seda, suelen ser brocadas o estampadas. Las shifuku se cierran mediante una cuerdecita de seda, que se ata de maneras específicas.

## Mobiliario

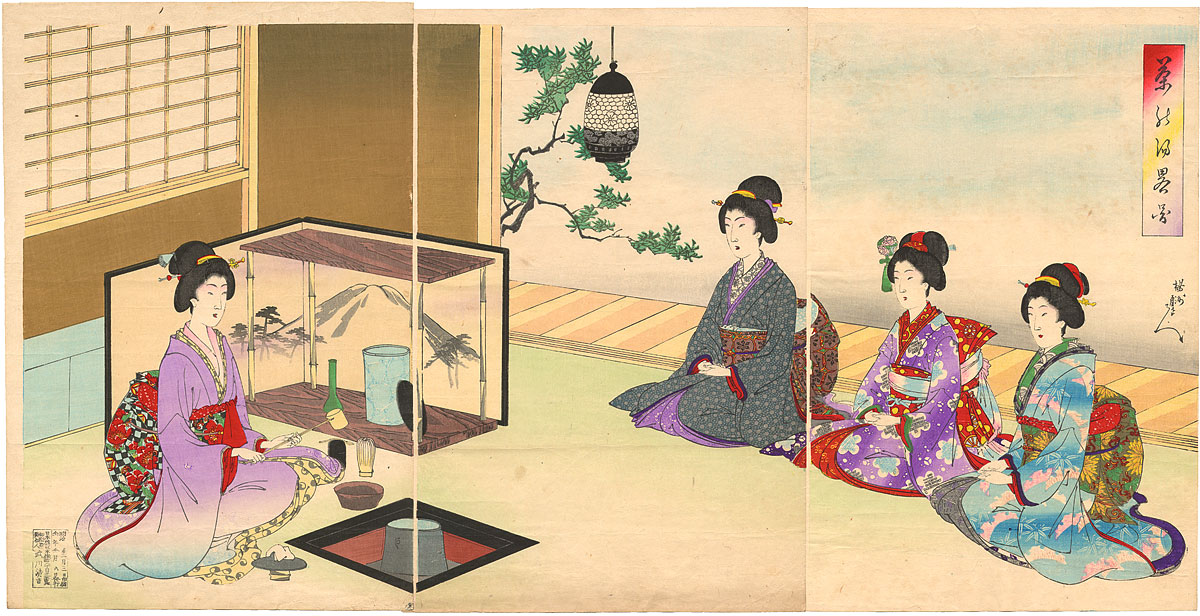
Estantería, rodeada con un biombo de papel, que contiene un shakutake (jarrón alto y estrecho) y un mizusashi (jarrón de agua con tapa de madera). La mujer a la izquierda se sienta frente a un ro (braserode suelo) que contiene un kama (cazo para calentar el agua), mientras sujeta un hishaku (Cucharón de bambú).

### Daisu
Daisu (台子) es el estante portátil que se usa durante la ceremonia del té. El estilo más ortodoxo es el formal shindaisu, con un acabado lacado muy pulido. La balda inferior descansa sobre el suelo de tatami, y dispone de cuatro postes, uno en cada esquina sobre los que se asienta la balda superior. La anchura de este estante es, de punta a punta, igual a la anchura de un tatami kyōma (Medida de Kyoto).

### Nagaita
Un nagaita (長板) es un tablero de madera, normalmente lacado, sobre el cual pueden exhibirse los implementos principales en la casa de té. Su medida deriva del tamaño del estante inferior de un daisu.

### Shikiita
Shikiita (敷板) hace referencia a varios tipos de tablas que se usan como base del brasero portátil (furo). Se clasifican según su tamaño y forma cómo: grandes, medianas, pequeñas o redondas. Suelen ser de madera, y con acabado lacado o con decoraciones de otro tipo. Hay reglas que especifican que tipo de tabla usar en función del tipo de brasero.

### Tana
Tana (棚), literalmente "estante / estantería" es el término genérico que hace referencia a los diversos estantes usados durante la ceremonia, y que son colocados en la estera de tatamidel anfitrión.  Cada tipo de tana tiene su propio nombre.  Las tres categorías básicas son: estanterias integradas (shitsukedana), estanterias suspendidas (tsuridana), y baldas portátiles (okidana). El último tipo, okidana, se subdivide básicamente en dos tipos, grandes (ōdana) o pequeñas (kodana). Las tana están hechas de varios tipos de madera, siendo el estilo más formal las acabadas en lacado negro muy pulido. Algunas tana disponen de cajones o estantes cerrados por puertecillas correderas.  Los utensilios del té pueden colocarse en las estanterías antes de la ceremonia y/o al final de esta.  Las tanas se emplean únicamente en salas del té de 4,5 tatamis o mayores.

## Braseros

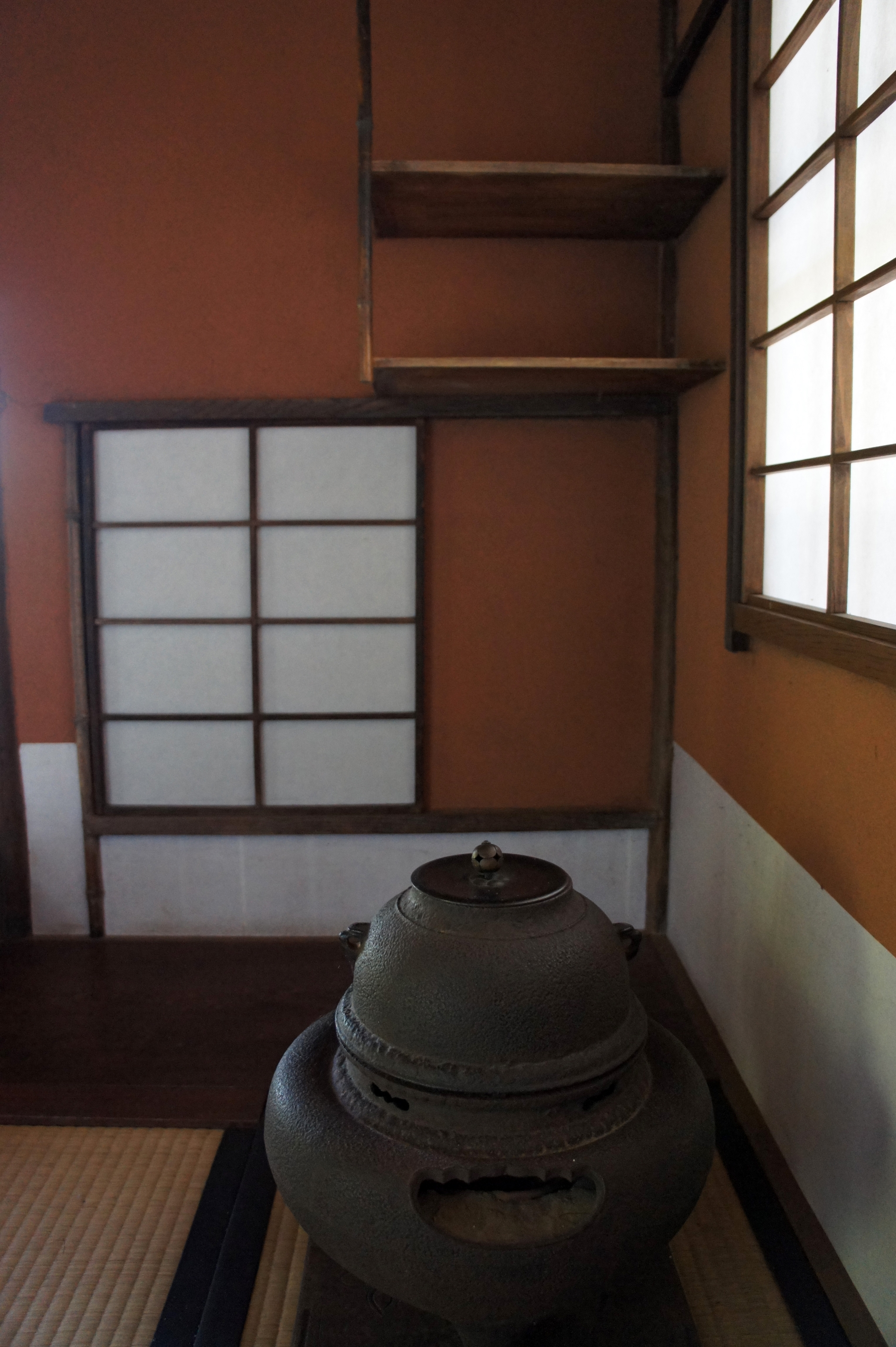
Brasero portátil y kama (vasija) en una sala del té en el jardín Isome-shi, Ōtsu, Prefectura de Shiga, Japón.

### Binkake
El binkake (瓶掛) es un brasero delativamente pequeño que se usa para calentar las teteras de hierro llamadas tetsubin, las cuales disponen de asa y pitorro.

### Furo
El furo (風炉) es el brasero portátil que se usa en la sala de té para calentar las vasijas o ollas llamadas kama. Su construcción es habitualmente de cerámica o metal, aunque existen modelos poco comunes de furo hechos en madera.

### Ro

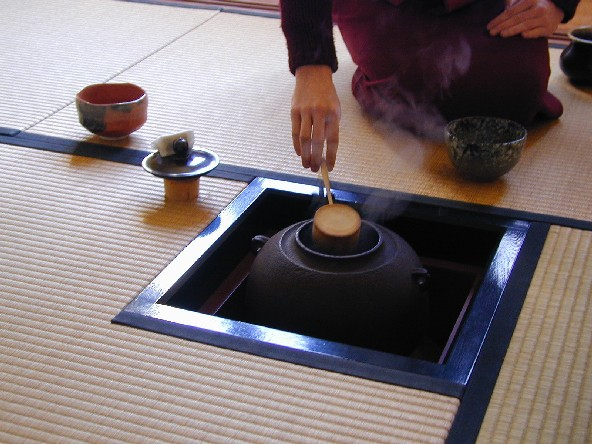
Un ro, de estilo urasenke. El hishaku (cucharón de bambú) se apoya sobre la boca del kama, el contenedor para hervir el agua. Nótese también el futaoki sobre el que descansa la tapa del kama.

El Ro (炉) es un hogar para el fuego construido por debajo del nivel del suelo (tatami), que se usa en la temporada fría para calentar el agua para el té usando el kama. El marco superior que lo rodea se llama robuchi (炉縁, marco del ro), y normalmente es de madera lacada. En la estación en la que el ro no es usado, el marco se retira y se cubre el ro con una estera de tatami igual a las que lo rodean para que no sea visible.

### Okiro
Un ro portátil que se coloca sobre el suelo, y que se usa en caso de que la estancia no disponga de un ro.

## Elementos relacionados con el Kaiseki

### Choshi o kannabe
Un choshi o kannabe un recipiente parecido a una tetera usado para calentar y servir el sake.  Suelen ser de hierro o cerámica.

## Kakemono

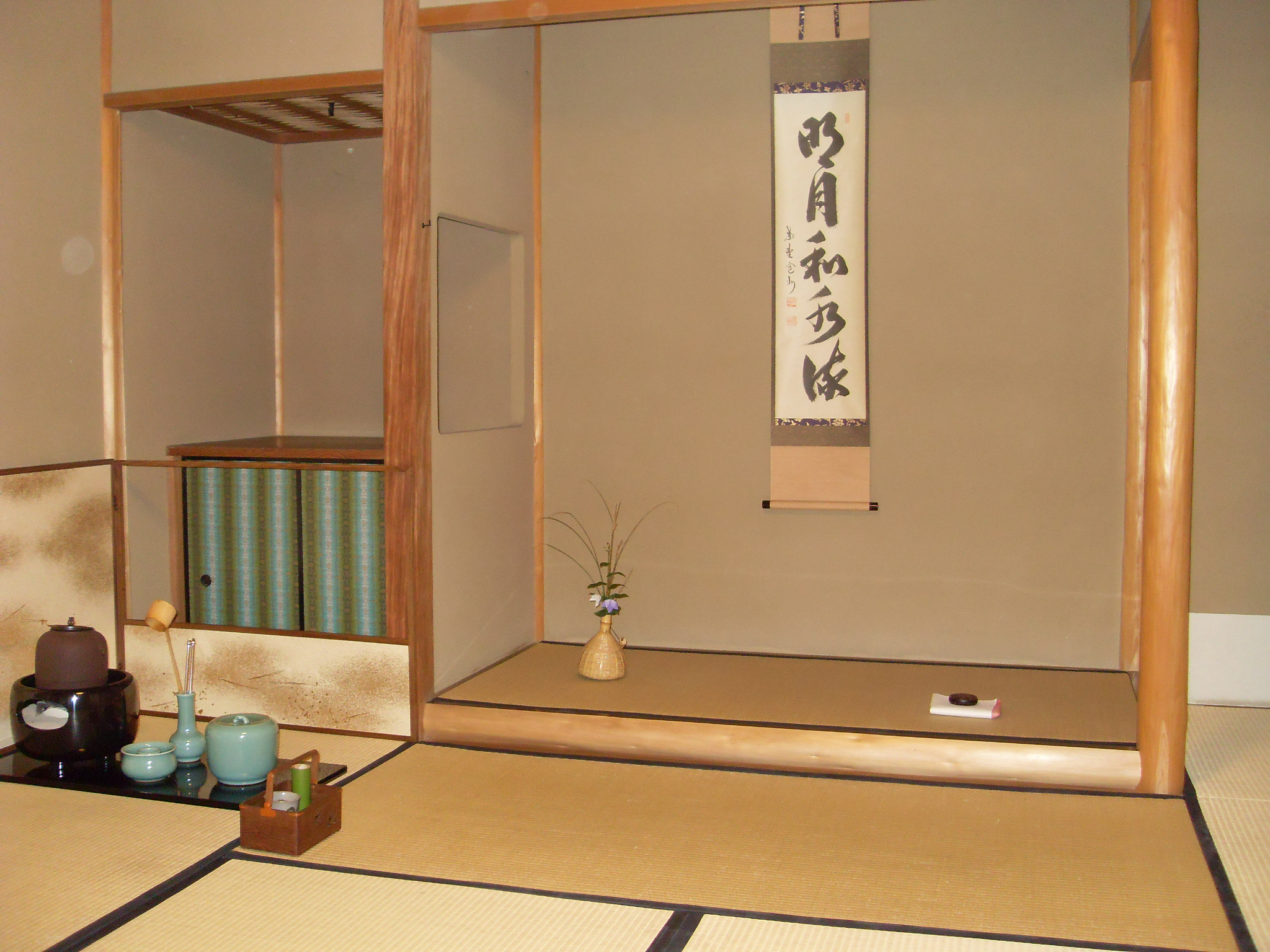
Un kakemono colgado en el tokonoma de una sala de té en Uji. A la izquierda pueden verse varios utensilios para el té.

Un kakemono (掛物), literalmente "cosa u objeto que cuelga", es una pintura u obra caligráfica montada sobre papel o tela que se cuelga en el tokonoma. El kakemono es la pieza destacada de la sala del té. Las obras caligráficas zen se conocen con el nombre bokuseki (墨蹟; literalmente., "trazos de tinta"). En chanoyu, los bokuseki son muy apreciados como kakemono.

## Karamono
Karamono (唐物, literalmente "Objeto Tang") es un término con el que se hace referencia a implementos de té de gran calidad y refinamiento, principalmente cerámicas, producidas en China, en particular de las dinastías Song, Yuan y Ming, que cuando fueron importados a Japón se seleccionaron por su excelencia y han sido atesorados en Japón desde entonces. Ver también: Chawan, Chaki.

## Kōraimono
Kōraimono (高麗物; Literalmente, "Objeto Goryeo") es un término que hace referencia a utensilios producidos, principalmente, durante la Dinastía Yi en Corea.  Ver también: Chawan, Chaki.

## Kuniyakimono
Kuniyakimono (国焼物, literalmente "Objetos horneados en el país") es la cerámica hecha en Japón. Más específicamente, el término quiere decir "cerámicas de provincias", y no se incluyen en esta categoría la cerámica producida en Kioto o en Seto.

## Elementos misceláneos

### Chakindarai
El chakindarai es un bol relativamente pequeño, normalmente hecho de cobre, utilizado para lavar el chakin. El chakindarai se ubica sobre la rejilla de bambú en el fregadero del mizuya.

### Chasen kusenaoshi
Un chasen kusenaoshi es un elemento para dar forma a los chasen ("batidor de bambú"). Los kusenaoshi están hechos de madera o cerámica. Un batidor húmedo se coloca sobre el kusenaoshi y se deja secar, y de esta manera recupera su forma. Este elemento se usa únicamente en el mizuya, y nunca en la sala de té. Ver imagen en la parte superior.

### Abanico
Sensu (扇子, "abanico pequeño"; también 扇 ōgi). Los participantes de chanoyu deben llevar un pequeño abanico como símbolo de respeto. Su utilidad es simbólica, y nunca se abrirá o usará para abanicarse durante la ceremonia. El abanico, cerrado, se coloca en frente de uno mismo cuando se pronuncian expresiones o declaraciones formales de agradecimiento, respeto, disculpa, etc. Durante las partes principales de la ceremonia en las que los huéspedes están sentados en el suelo, estos colocan sus abanicos en el suelo, detrás de ellos mismos, para poder usarlos inmediatamente cuando sea requerido. Para hombres, la longitud estándar del sensu para la ceremonia del té es de aproximadamente 18 cm (6寸); para mujeres,  es approx. 15 cm (5寸).
Si las circunstancias que requieren de su uso implican estar sentado en el suelo, el abanico cerrado se coloca en el suelo (tatami), delante de las rodillas, dejando suficiente espacio entre el abanico y uno mismo para colocar las manos al realizar una reverencia. Si las circunstancias requieren de su uso estando de pie, el abanico cerrado se sujeta con la mano derecha, en contacto con el muslo derecho, al mismo tiempo que se mantiene la mano izquierda sobre el muslo izquierdo, en una posición lista para efectuar una reverencia de pie. Cuando no se está sentado el abanico se lleva normalmente dentro del obi, listo para ser usado cuando sea necesario.

### Futaoki

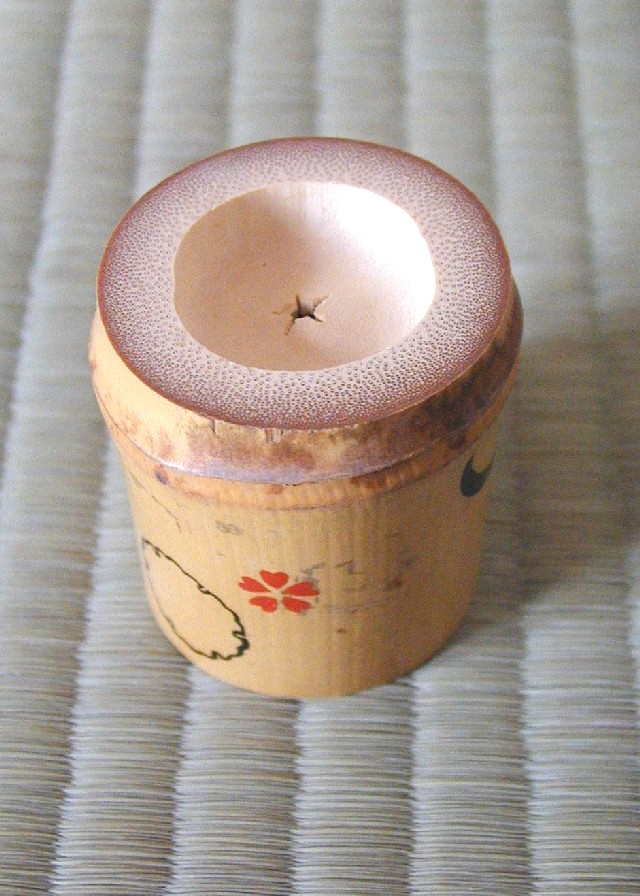
Futaoki (soporte de tapadera) de bambú con un diseño de nieve, luna y flor (雪月花, setsu gekka)

Futaoki (蓋置, literalmente "soporte de tapadera") es un soporte sobre el que se coloca la tapa del recipiente para calentar el agua. También se apoya sobre él el cucharón de madera (hishaku). Están hechos de bambú, cerámica o metal. Se encuentran en muchos estilos diferentes.

### Gotoku
Gotoku (五徳), es un trípode de metal sobre el que descansa el recipiente con el que se calienta el agua.

### Hanaire
Las flores, junto con los recipientes que las contienen son una parte importante de la decoración de la ceremonia del té. Las flores se arreglan de una manera simple, conocida cómo nageire ("Tiradas dentro"), este estilo se conoce cómo chabana  (茶花; literalmente, "flores para el té"), y los recipientes en los que se colocan se conocen genericamente cómo hanaire (花入). Los hanaire pueden ser de bronce u otro metal, celadón y otros tipos de cerámicas, bambú, o cestería. Los hanaire de bambú (take-hanaire) se idearon a raíz del desarrollo de la estética wabi-cha, de la misma manera que lo hicieron los estilos de cerámica Bizen y Shigaraki. Los hanaire de cestería (kago-hanaire) se reservan habitualmente para la temporada cálida, cuando los arreglos florales consisten principalmente de una variedad de flores silvestres. Los arreglos chabana pueden colgarse de la pared posterior del tokonoma o de su pilar principal (tokobashira), en cuyos casos el hanaire dispondrá de un pequeño anillo de metal, o agujero en su parte posterior, para la alcayata. También hay hanaire de bambú y de metal diseñados para colgarse de una cadena que pende del techo del tokonoma; estos son conocidos cómo tsuri-hanaire, y si tienen forma de barco, cómo tsuribune (barco suspendido).

### Kaishi
Kaishi (懐紙) es un tipo de papel blanco utilizado para varios propósitos. Normalmente es un bloc de hojas de papel dobladas por la mitad. Su nombre indica que es un tipo de papel que se lleva en la solapa del pecho del kimono.

### Kamashiki
Kamashiki (釜敷) significa "esterilla para el kama (cazuela)". Cuándo se extrae el kama del brasero para llevar a cabo el procedimiento de colocación del carbón (sumidemae), se coloca el kama sobre un kamashiki. Los fabricados con material tejido se llaman kumikamashiki (literalmente, kamashiki tejido). Los que consisten de un bloc de papel grueso se llaman kamikamashiki (kamashiki de papel). También los hay de bambú, con el nombre de takekamashiki, que se usan en la sala de preparación.

### Kensui
Kensui (建水) es el nombre del contenedor para el agua sucia que el anfitrión usa en la sala de té. Normalmente son de cerámica o metal, aunque hay algunos hechos de madera curvada y lacada. El agua que se usa para aclarar el bol del té se vacía en este contenedor. Este se mantiene oculto a la vista de los huéspedes tanto cómo es posible, siendo el último elemento que se introduce en la sala de té, y el primero en ser sacado afuera. Pese a que el kensui es un ítem necesario para el desarrollo de la ceremonia, y está entre los implementos que el anfitrión selecciona especialmente para la ocasión, no se considera una de las "piezas principales" a las que se espera que los huéspedes presten especial atención.

### Biombos

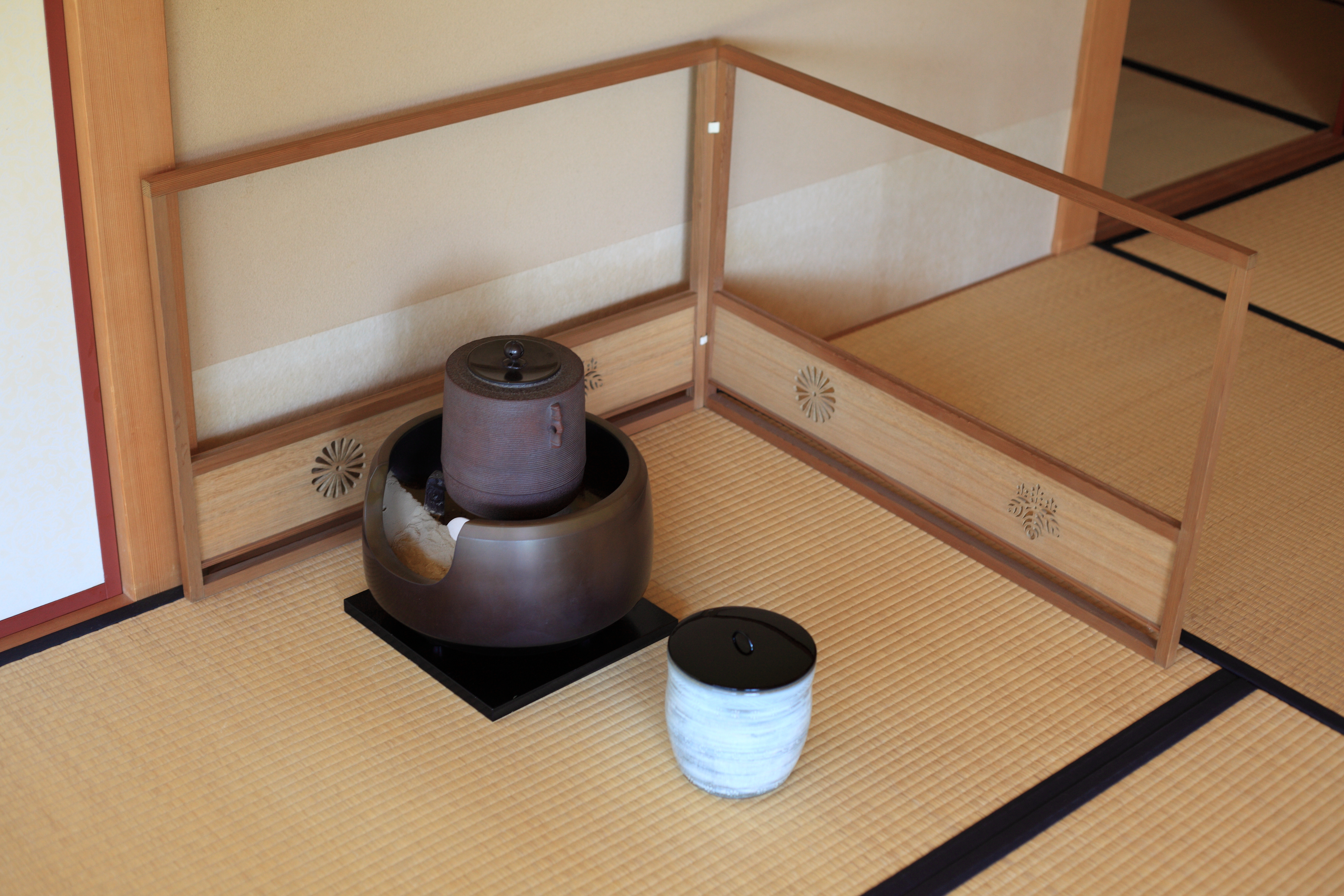
Furosaki byōbu rodeando un furo (brasero) con un chagama/rogama (recipiente para calentar el agua) encima. Delante del furo hay un mizusashi (jarro de agua).

- Furosaki Porōbu (風炉先屏風, literalmente, biombo plegable para el brasero; a veces se acorta a furosaki). Es un biombo relativamente bajo de dos paneles, que se coloca al final de la estera de tatami sobre la que se prepara el té, cuando la sala de té es de 4,5 tatamis o mayor.
- Kekkai (結界; delimitador de espacio). Es un elemento en forma de valla que se coloca en la cabecera del tatami sobre el que se prepara el té, cuando la sala de té es igual o mayor que 4,5 tatamis, o cuando la ceremonia se lleva a cabo en un espacio abierto o en el exterior.

## Recipientes para calentar el agua

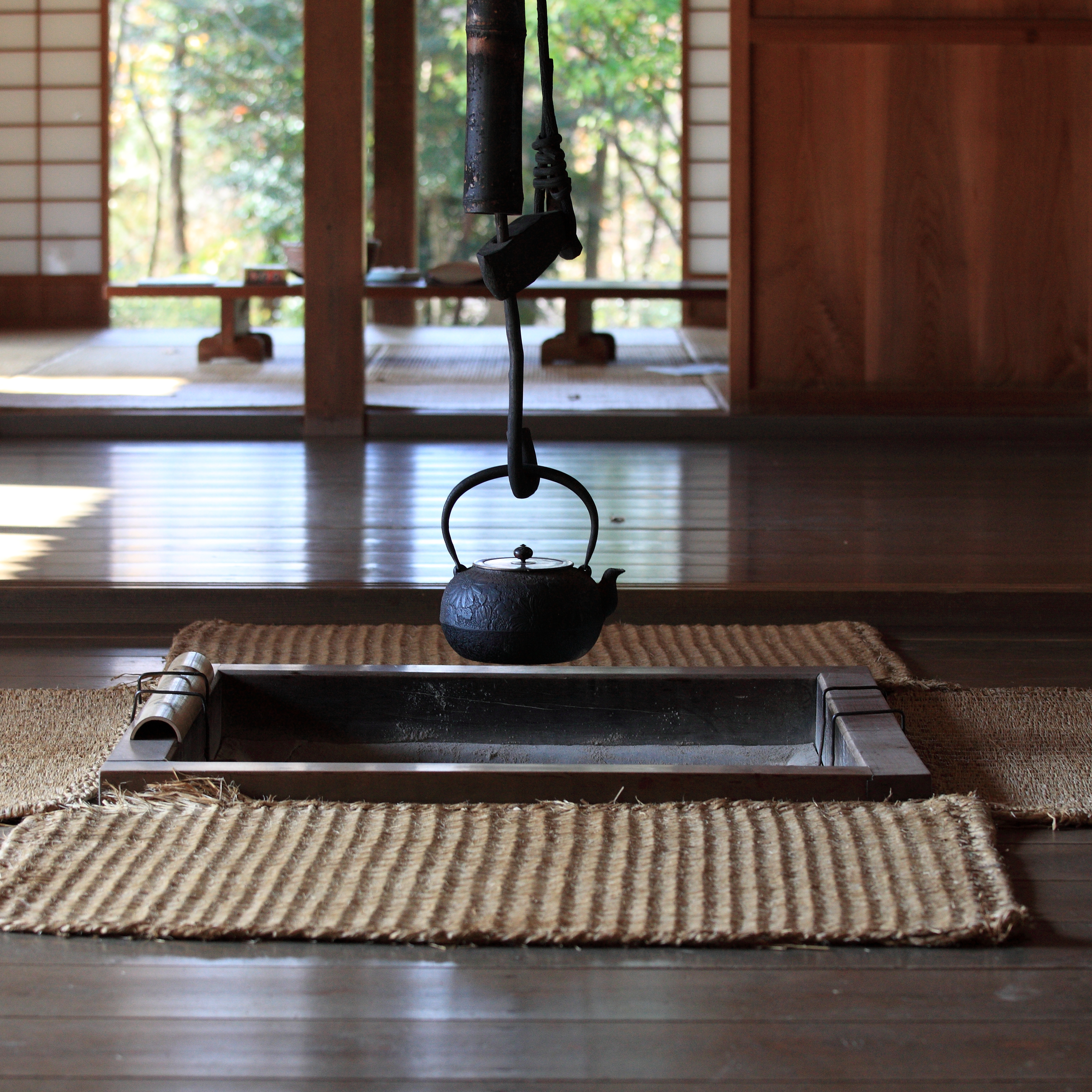
Tetsubin colgando sobre un ro (brasero de suelo)

### Kama
Los kama (釜) son recipientes, normalmente hechos de hierro, en los que se calienta el agua usada para preparar el té.

### Tetsubin
Un tetsubin (鉄瓶) es una tetera de hierro que dispone de pitorro y un asa en la parte superior. Se usan para calentar y verter el agua con la que se elabora el té en determinadas ceremonias.

## Shimamono

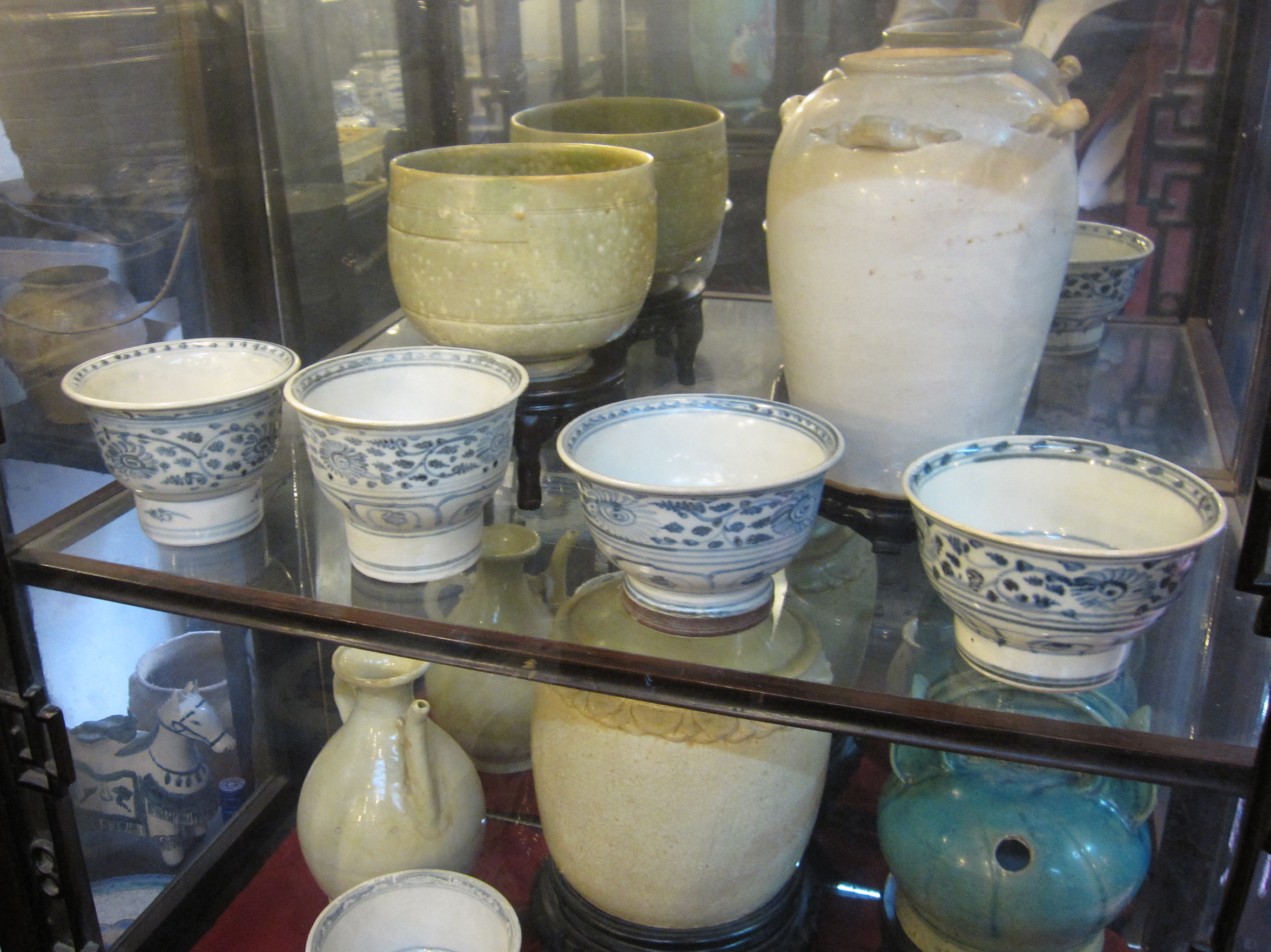
Annan azules y blancos de pie alto, provenientes del norte de Vietnam.

Shimamonoes un término genérico para utensilios producidos fuera de Japón, Corea y China.
- Ruson (呂宋): Elementos de las Filipinas (Luzon)
- Annan (安南): Elementos de Vietnam
- Nanban (南蛮): Elementos del Sudeste Asiático
  - Hannera (ハンネラ): Un tipo de cerámica sencilla para bisqué, proveniente del Sudeste Asiático.
- Kinma (蒟醤): Un estilo de lacados introducidos en Japón desde Tailandia o Myanmar
- Sahari (砂張): Una aleación de cobre, plomo, y estaño. Algunos ítems hechos de sahari llegaron a Japón del Sudeste Asiático.

## Equipamiento para fumar
Tabakobon (煙草盆; literalmente, bandeja de tabaco), la bandeja o caja para el kit de fumar el anfitrión provee a los huéspedes en la sala de espera, la pérgola de espera y en la sala de té cuando se sirve el "té ligero" (usucha temae).
Hiire (火入; lit., contenedor de fuego), un contenedor para el carbón encendido que se usa cómo encendedor. El tabakobon contiene el hiire.
Haifuki (灰吹), un tubo de bambú que se usa cómo cenicero. Este se guarda en el tabakobon.
Kiseru (煙管), una pipa de fumar de caña larga que el anfitrión provee en el tabakobon.

## Boles de té
Chawan (茶碗) Estos son los boles en los que se prepara y bebe el té matcha. Se pueden catalogar según país de procedencia, alfarero, horno en el que se elaboró, forma, o en función del tipo de té para el que se diseñó.

## Contenedores de té
Esta categoría hace referencia a los pequeños contenedores de té que se usan para contener el té verde (matcha) durante el procedimiento de la ceremonia (temae) en chanoyu. El término chaki (茶器) se traduce literalmente cómo "implemento para el té", pero en el vocabulario de chanoyu se usa habitualmente para referirse a los contenedores de té usados durante la elaboración del usucha(té suave). Todos los contenedores de té para usucha entran dentro de la categoría usucha-ki. Los usucha-ki están normalmente hechos en madera lacada, aunque no siempre es el caso. La mayoría de usucha-ki son del tipo natsume, dada su forma parecida al fruto del azufaifo (natsume en japonés)
Los contenedores de té cerámicos usados para el procedimiento de elaboración del koicha (té espeso) se llaman habitualmente chaire (茶入; literalmente "contenedor de té"). También reciben el nombre de koicha-ki. Los chaire se clasifican según país de origen: De importación (karamono), Japón (wamono), o "de isla" (shimamono). Los wamono se clasifican según alfarero, región u horno en el que se elaboraron. Todos son también clasificados según forma.

## Cucharas de té
Chashaku (茶杓, cuchara/s de té); son las cucharas usadas para transferir el té verde en polvo (matcha) del contenedor de té (chaki) al bol (chawan). Normalmente están hechas de una pieza estrecha y fina de bambú, aunque también las hay de otros materiales cómo madera o marfil. Son generalmente de 18 cm de longitud aprozimadamente. Los modelos originales, importados de China a Japón eran de marfil. Es una práctica tradicional para los maestros del té japoneses el tallar sus propias chashaku, que suelen guardar en un tubo hecho en bambú, así como el darles un nombre poético (銘 mei). La elección de un chashaku en particular para una ceremonia en concreto dependerá principalmente de su nombre poético. 

## Bandejas
Varios estilos de bandejas se utilizan en la ceremonia del té, incluyendo:
- Hakkebon (八卦盆) es una bandeja redonda, lacada en negro con incrustaciones de madreperla representando los ocho símbolos chinos de adivinación.
- Yamamichibon (山道盆), una bandeja redonda, de madera lacada en negro y con el borde ondulante, con su canto superior pintado en rojo, que representa un camino montañoso (yamamichi).
- Yohōbon (四方盆; literalmente, "bandeja cuadrada").

## Wamono
Wamono (和物) Significa "elemento japonés"; un artículo producido en Japón. En chanoyu, el plazo tradicionalmente está utilizado en contraste a Karamono o Shimamono. Ve Chawan, Chaki, Kuniyakimono.

## Contenedores de agua

### Mizusashi
Un mizusashi (水指) es un receptáculo con tapa para el agua fresca utilizada por el anfitrión en la habitación del té durante algunas ceremonias. El agua se usa principalmente para rellenar el kama al final de ciertas ceremonias. Los mizusashi están hechos en cerámica habitualmente, pero también los hay de madera o vidrio. Si un mizusashi de cerámica tiene una tapa a juego, de la misma cerámica, la tapa se conoce cómo tomobuta (tapa a juego). A menudo, los mizusashi de cerámica disponen de una tapa hecha a medida en madera lacada, especialmente si les falta la tapa original.
El mizusashi es uno de los objetos principales en el esquema estético de los objetos que el anfitrión selecciona para la ocasión particular. Los mizusashi se clasifican según su forma, lugar en el que se fabricó, y otras características.

### Mizutsugi
Un mizutsugi (水次, "vertedor de agua") es una jarra, o cántaro con tapa que se usa para rellenar el contenedor de agua fresca (mizusashi). Los hay de metal, cerámica y madera curvada. Hay dos clases principales: katakuchi y yakan. Aquellos llamados katakuchi son cilíndricos, tienen un pitorro, mango y una tapadera a juego. Pueden ser de madera curvada, madera lacada, o cerámicos. Aquellos llamados yakan está hecho de metal.

## Cucharones de agua
Hishaku (柄杓). Se trata de un cucharón de bambú largo  con un nódulo en el centro del mango. Se usa para verter el agua caliente del kama al bol del té, así como para rellenar el kama con agua del mizusashi. Si se usa un tetsubinno es necesario usar un hishaku. Los hay de diferentes estilos, que se usan en función del tipo de ceremonia o de la estación. Una versión de mayor tamaño, hecho de madera de ciprés, es usado durante el procedimiento ritual en el que los huéspedes se limpian las manos y la boca antes de entrar en la sala de té, o por el anfitrión, en la antesala donde se preparan los implementos de la ceremonia (mizuya), n cuyo caso recibe el nombre de mizuya-bishaku.

## Whisks

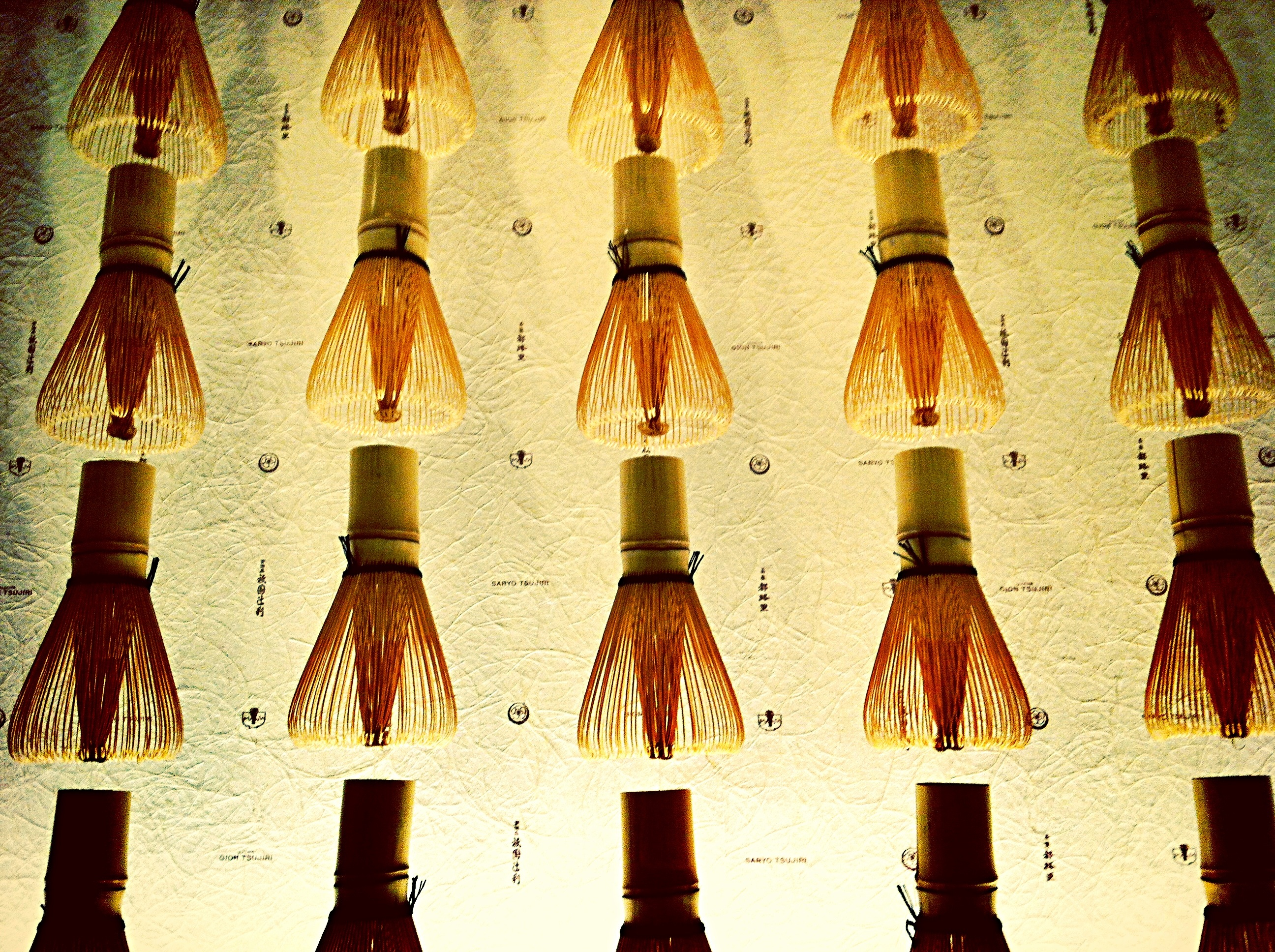
Chasen, batidores de té expuestos en Kioto, Japón.

Chasen (茶筅), es el batidor de bambú, hecho a mano, que se usa para disolver el té matcha en agua. Los hay de diferentes estilos, según el tipo de bambú con el que estén hechos, el número de púas, su forma, el grosor o longitud del bambú, el color del hilo que separa las púas, etc. Cada escuela de chanoyu prefiere un estío u otro según el tipo de té en particular que se prepare, o según la ocasión. Por ejemplo, hay tipos específicos para preparar el té suave (usucha), el té espeso (koicha), té preparado en boles tenmoku, en boles de borde alto, para ser usados en cajas que contienen un set de té (chabako), para ser usados al aire libre, para año nuevo, y para otras ocasiones especiales. También,  hay estilos como el "Rikyū-gata" (利休形) o "modelo Sen Rikyū"; el estilo se atribuye al hijo de Sen Rikyū, Dōan y es conocido como estilo "Dōan-gonomi" (道安好) , otro estilos preferidos por famosos maestros del té se conocen como (好; konomi).
Generalmente, el tipo usado para preparar té suave (usucha) tiene 80, 100, o 120 púas.

## Otras lecturas
- Honda, Hiromu; Shimazu, Noriki (1993). Vietnamese and Chinese Ceramics Used in the Japanese Tea Ceremony. Oxford: Oxford University Press. 1993. p. 240. ISBN 978-0-19-588607-8.
- Murase, Miyeko, ed. (2003). Murase, Miyeko, ed. (2003). Turning point : Oribe and the arts of sixteenth-century Japan. New York: The Metropolitan Museum of Art..

- Datos: Q18559660